# 沈支炳
沈支炳（？—？），字惕若，直隸天津衛籍，江南常州府武進縣人，清朝文學家、書法家。

## 生平
康熙五年（1666年）丙午科順天鄉試舉人，十五年（1676年）丙辰科三甲第三十一名進士。任府學教授。
個性至為孝順，母喪守孝期間因過於悲痛以致身形瘦瘠，一年後自家園中忽然長出雙白蓮、降下甘露，時人以為是孝行感動上天。才思敏捷，喜好遊歷、結交名士，足跡遍及各地。工於詩、古文，風格在六朝、唐宋之間，擅長書法。